# Oecetis aequatorialis
Oecetis aequatorialis är en nattsländeart som beskrevs av G. Marlier 1958. Oecetis aequatorialis ingår i släktet Oecetis och familjen långhornssländor. Inga underarter finns listade i Catalogue of Life.